# Йола Мгогвана
Йола Мгогвана (нар. 2008) — південноафриканська кліматична активістка з Хайелітші в Кейптауні (ПАР).
Активізм Мгогвани розпочався в 2019 році, коли їй було лише одинадцять років, після того, як вона занепокоїлася забрудненням довкілля, змінами клімату та проблемами із забезпеченням водою в її країні — Південно-Африканській республіці. Вона надихнула молодь в Африці приєднатися до неї для розвитку руху за кліматичну справедливість. Разом із Кіарою Ніргін та Рубі Семпсон її вважають настільки відомою кліматичною активісткою у Південній Африці як відома у світі шведка Грета Тунберг.

## Життєпис
Мгогвана навчається в початковій школі Йоломела в Хайелітші, одному з найбідніших містечок Кейптауна. Її педагогом з питань екології є Ксолі Фуяні, яка є і наставником, і ключовим співавтором у її роботі, а також є координатором екологічної освіти в Earthchild Project — некомерційній організації, з якою пов'язана діяльність Мгогвани.

## Кліматичний активізм
Мгогвана стала відомою ще в школі, зосереджуючи увагу на проблемах забруднення довкілля. Неодноразово дівчина закликала уряд Південно-Африканської республіки вжити термінових заходів зі зменшенням негативних наслідків від зміни клімату.
З січня 2019 року, як волонтерка дівчина долучилася до просвітньої програми Earthchild Project Eco-Warriors, започаткованої з метою поєднання навчання молоді лідерству, життєвим навичкам та екологічної просвіти. Earthchild Project — це некомерційна організація, метою якої є впровадження екологічної освіти до шкільної програми та широких верств населення, які ще не мали доступу до цих знань.
У березні 2019 року Йола Мгогвана приєдналася до свого першого молодіжного кліматичного маршу біля парламенту Кейптауна, вимагаючи від влади дотримання принципів кліматичної справедливості. Під час цього заходу активістка виступила перед 2-тисячною аудиторією молодих людей у Кейптауні, розповідаючи їм про кліматичну справедливість.
У серпні 2019 року Йолу Мгогвану запросили основним доповідачем на симпозіумі UNFPA з питань сексуального та репродуктивного здоров'я, гендерної проблематики та стійкості до зміни клімату в Йоганнесбурзі. Тематика її громадської діяльності відповідає зростаючому визнанню серед молоді в усьому світі того, що їхнє покоління зіткнеться з найтяжчими наслідками глобального потепління. Гасло її активізму відповідає зулуському слову « Убунту», що означає «Я є, тому що ти є».
Станом на 2022 рік і спільно з Африканським кліматичним альянсом, рухом Vukani Environmental Justice Movement in Action Мгогвана наразі бере участь у судовій справі #CancelCoal, яку очолює молодь, щоб запобігти збільшенню вугільних шахт, відкритих урядом ПАР у Мпумаланзі .

## Згадки в ЗМІ
Мгогвана отримала визнання як у національних, так і в міжнародних ЗМІ як відома молода кліматична активістка, діяльність якої схожа до активізму Грети Тунберг, але в масштабах Південно-Африканської Республіки.